# Хлопоманы
Хлопоманы (от пол. chłop «крестьянин, мужик»; казакофильство) — название молодых выходцев из польских или ополяченных шляхетских семей в Галиции, на Правобережной Украине и, в меньшей степени, в Белоруссии XIX века, которые в силу своих народнических убеждений отказывались от социальной и культурной солидарности со своим сословием и стремились сблизиться с местным крестьянством. 
Хлопомания — интерес к жизни крестьянства, возникший среди польской и украинской интеллигенции в XIX веке. 
Хлопомания характеризовалась увлечением фольклором и повседневной жизнью крестьян. Представители польской интеллигенции (Влодзимеж Прзерва-Тетмайер, Люцьян Рыдель) часто брали в жены женщин крестьянского происхождения. Причиной такого восхищения была уверенность в том, что застой, охвативший интеллигенцию, и продолжающийся культурный кризис были вызваны жизнью в городе. Поэтому постулировалось возвращение к природе, предпочтительно в деревню, которая должна была стать источником обновления жизненных и художественных сил, ослабленных в результате приспособления к современному образу жизни (например, в Свадьбе Станислава Выспянского).
Наиболее последовательные хлопоманы на Украине переходили из католичества в православие, что приветствовалось российскими властями. В то же время, отношение российских властей к хлопоманам было настороженным в связи с их социальными воззрениями. Многие хлопоманы были тесно связаны с украинофильством и повлияли на развитие украинского национального движения.
К хлопоманам относились такие известные деятели украинофильства как Владимир Антонович, Фадей Рыльский, Павел Чубинский, Павел Житецкий, Фома Падура и другие.